# Śluza Karwik
Śluza Karwik – wybudowana w latach 1845–1849 śluza wodna położona na Kanale Jeglińskim w pobliżu jeziora Seksty. Ma wymiary: długość – 45 m, szerokość wrót śluzy 7,50 m, głębokość przy średniej wodzie 1,50 – 2,00 m. Umożliwia żeglugę pomiędzy jeziorem Roś a Śniardwy, co zapewnia połączenie miejscowości Pisz z Krainą Wielkich Jezior Mazurskich.
5 października 2022 rozpocznie się remont śluzy i jazu w miejscowości Karwik, który ma potrwać do końca października 2023 roku. W tym czasie przejście jednostek nie będzie możliwe.

## Galeria

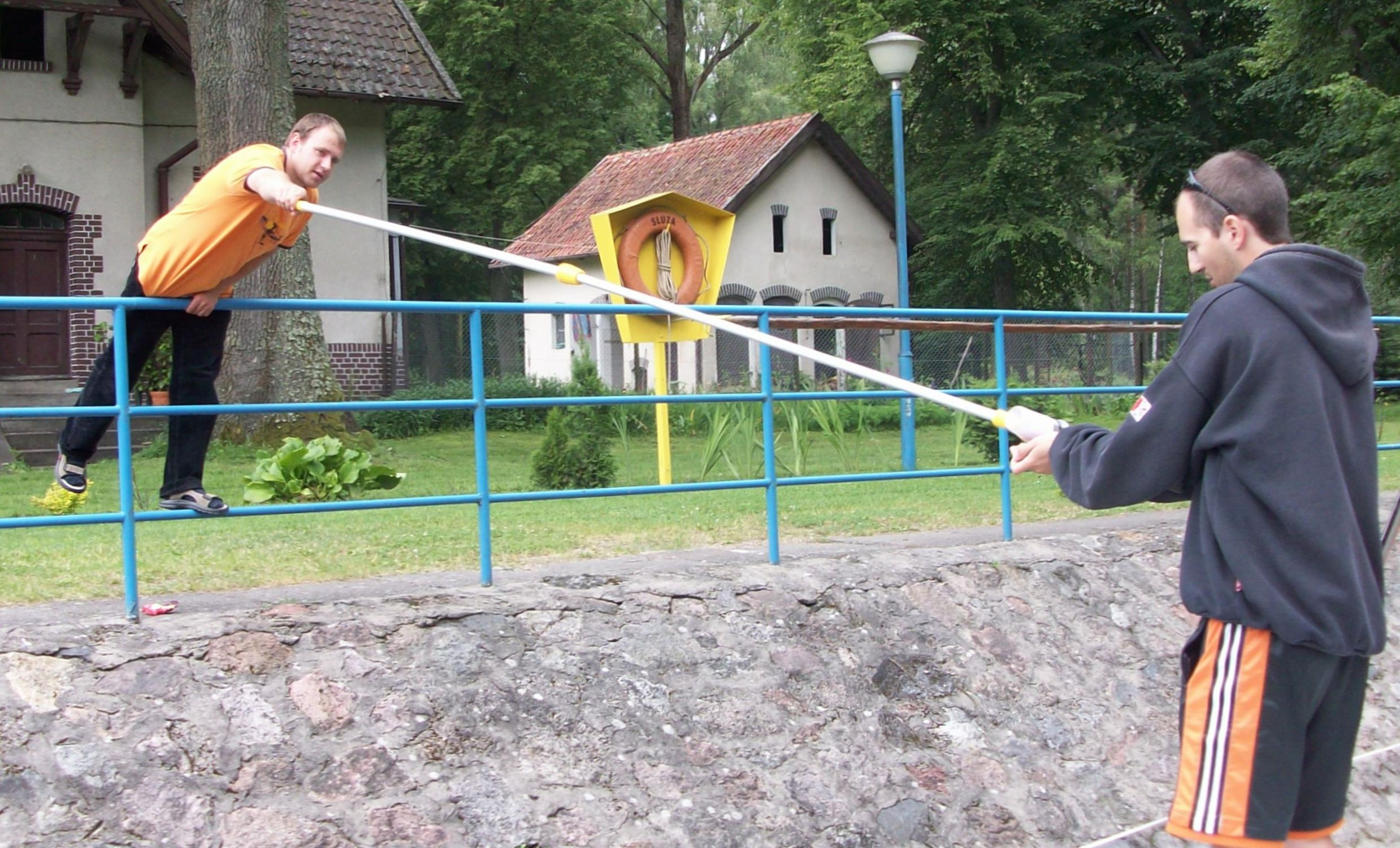
Pobieranie opłat
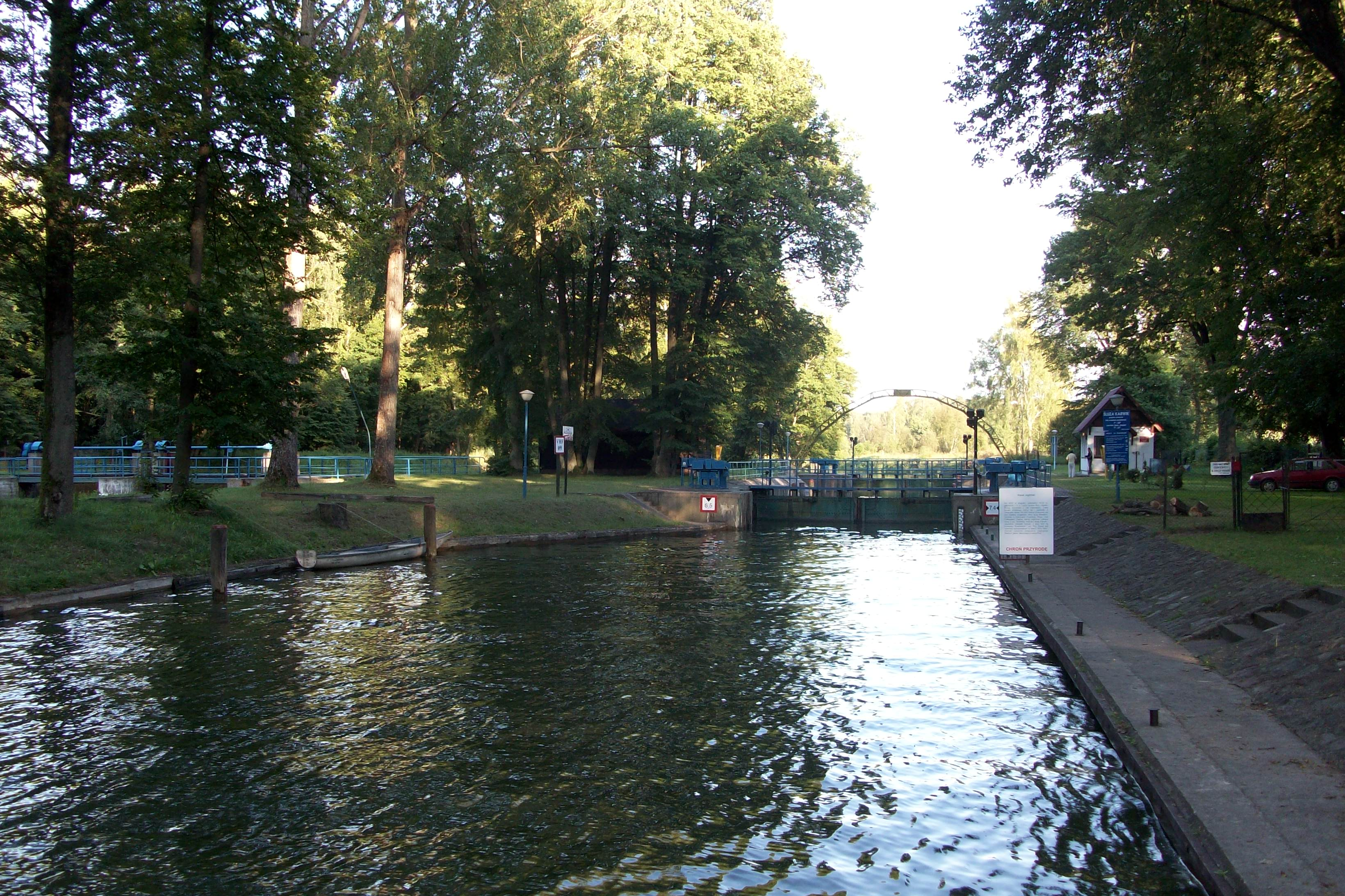
Śluza Karwik – widok od strony północnej
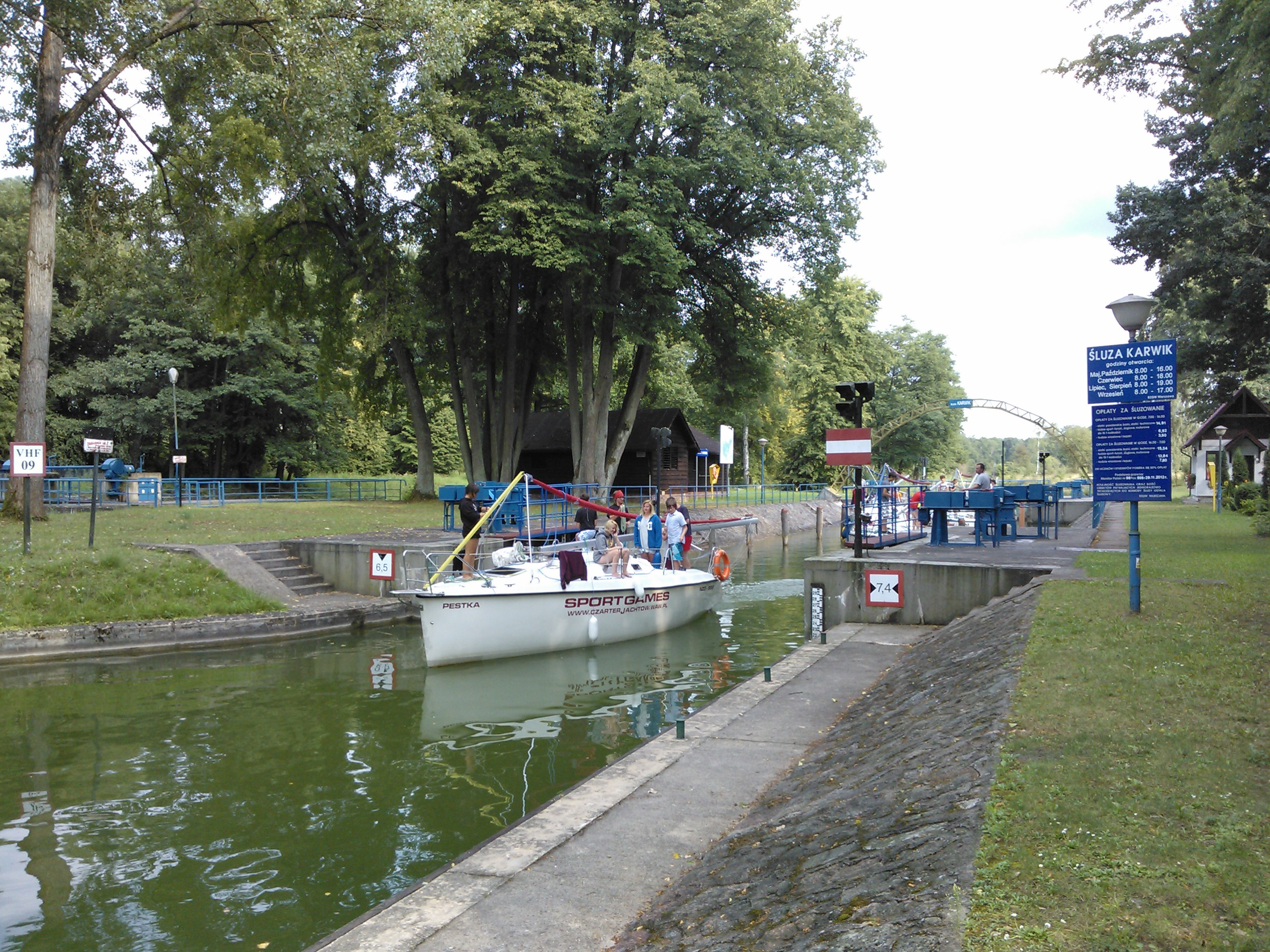
Jacht wypływający ze śluzy Karwik